# Mimas (měsíc)

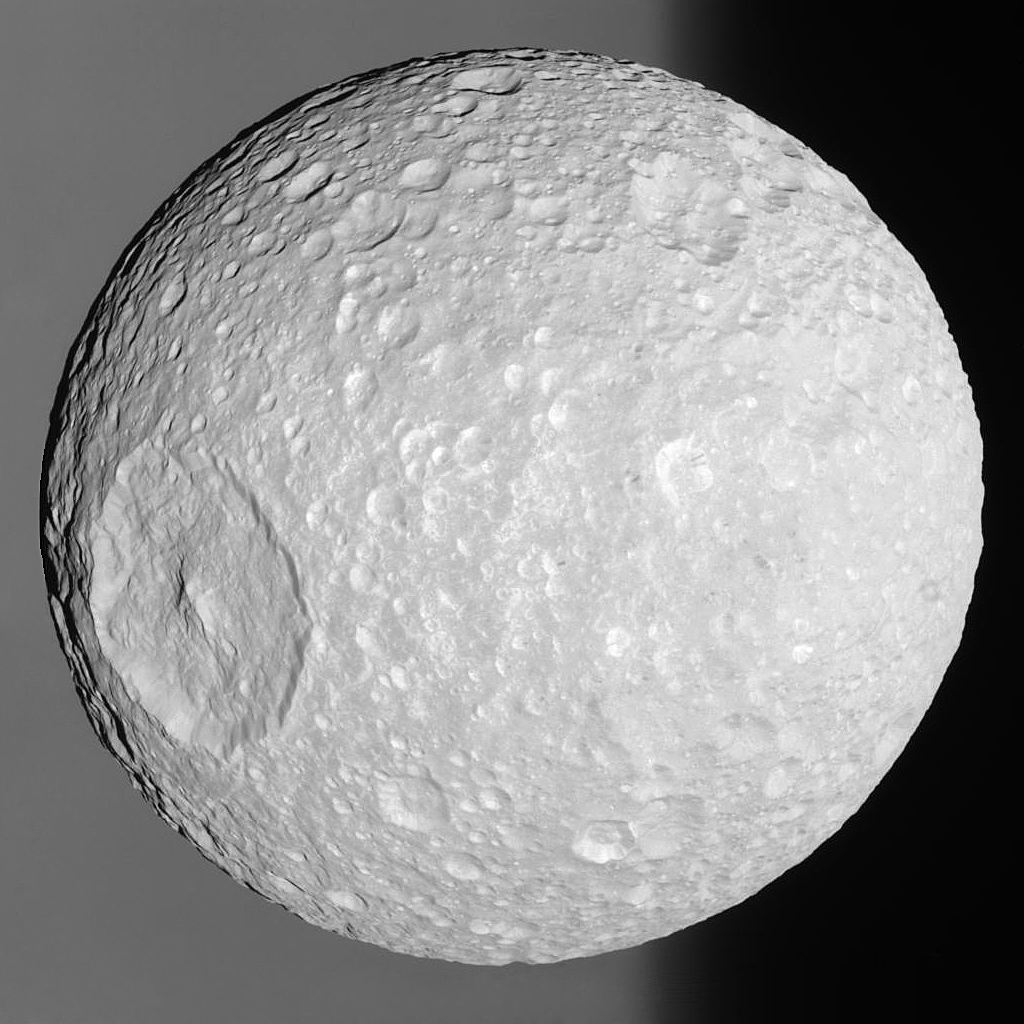
Měsíc Mimas zachycen sondou Cassini v roce 2010 (NASA)

Mimas (též Saturn I) je měsíc planety Saturn. Od Saturnu je vzdálen 185 520 kilometrů. Jeho poloměr je 196 kilometrů. Hmotnost měsíce je 3,80×1019 kilogramů. Objeven byl roku 1789 a objevitelem se stal William Herschel. Je pojmenován po Mimasovi, synovi bohyně Gaie a boha Úrana.
První detailní poznatky o měsíci získala sonda Voyager 1, která pořídila snímky s rozlišením až 2 km. Ty byly později doplněny pozorováními provedenými sondou Cassini. Doba jednoho oběhu kolem planety měsíci je 0,942422 dne. Doba rotace je stejná a je tedy 0,942422 dne. Kolem planety obíhá rychlostí 14,32 km/s. 

## Herschel

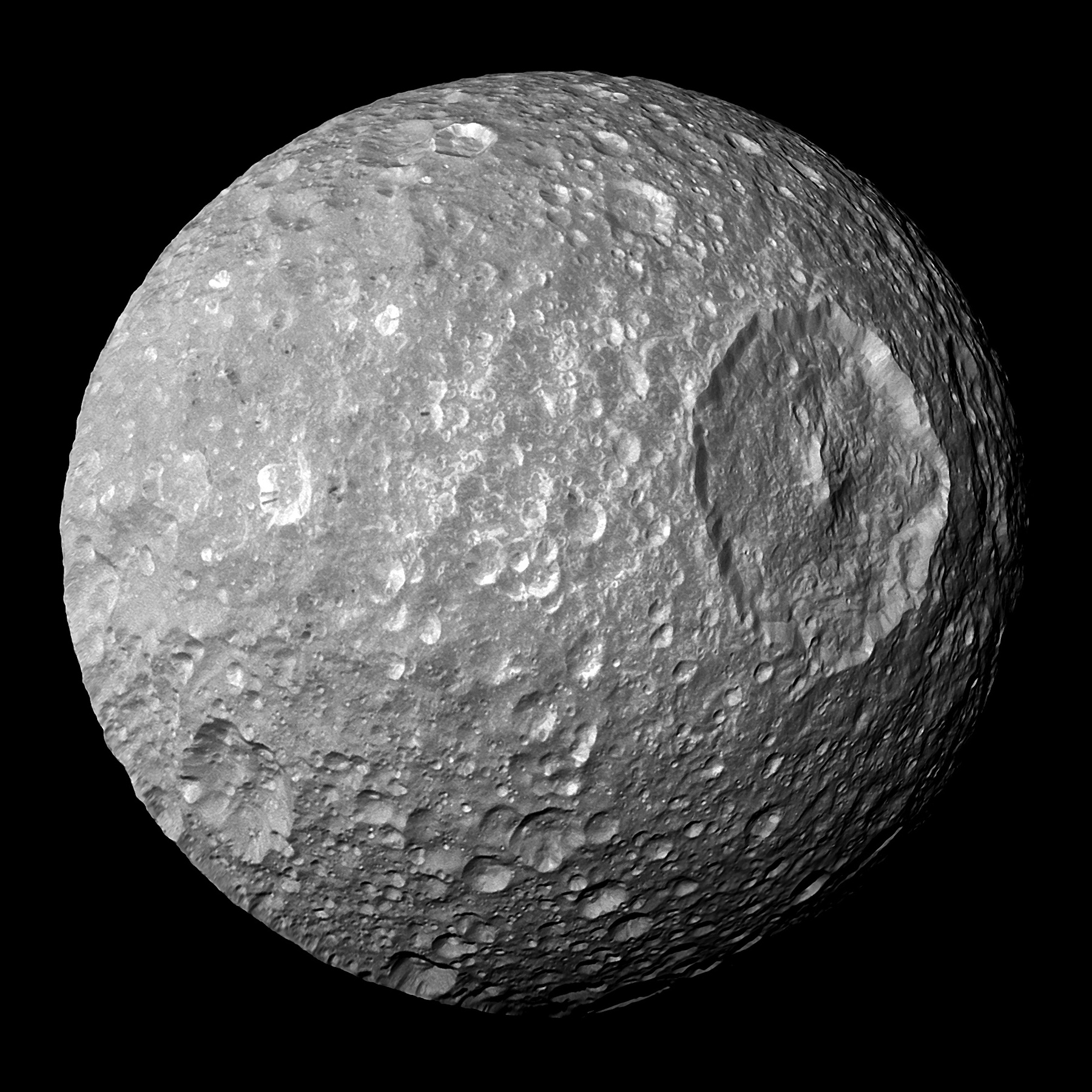
Mimas s kráterem Herschel na pravé straně

Nepřehlédnutelnou dominantou měsíce je velký impaktní kráter Herschel na jeho povrchu nazvaný po svém objeviteli W. Herschelovi. Kráter má v průměru 130 km a je 10 km hluboký.

Těleso, které svým dopadem kráter způsobilo, mělo průměr asi 10 km a mohlo způsobit i roztříštění měsíce po dopadu.

## Teplota
Průměrná teplota povrchu je 73 K. Při tak nízké teplotě se led na povrchu měsíce stává velmi tvrdým a jeho tvar zůstává zachován po dlouhou dobu. Proto se impaktní krátery dochovaly od svého vzniku až dodnes.

## Mimas v kultuře
- V humoristickém sci-fi románu Nekonečno vítá ohleduplné řidiče dvojice britských autorů Rob Grant a Doug Naylor se na Mimasu odehrává úvodní část příběhu.[4]
- Mimas je známý podobností s obávanou bitevní stanicí Hvězda smrti, z filmové série Star Wars.[5]